# Critérium de As
El Critérium de As fue una competición ciclista disputada de 1921 a 1990 al final de la temporada por los principales corredores del año. Los participantes corrían detrás de entrenadores en tándem o en moto. La mayor parte de las ediciones tuvieron lugar en Paris o en su región. Sin embargo tres de ellas se desarrollaron en Holanda y en Suiza.

## Historia
En 1920, un Critérium se disputó bajo un recorrido que partía de Burdeos, llegando hasta Paris (Longchamp) y volviendo a Burdeos. Esta carrera fue considerada como precursora del Critérium des As. Con un recorrido de 1208 km, fue ganada por el belga Louis Mottiat en 56 horas y 48 minutos.
En 1921, los mejores corredores de la temporada fueron invitados a participar en el Critérium des As, una carrera haciendo 27 vueltas a un circuito de 3,63 km alrededor de Longchamp. 
El belga Rik Van Steenbergen posee el récord de victorias con cinco. Louison Bobet y Jacques Anquetil se impusieron en cuatro ocasiones.
El último Critérium de As se disputó en 1990, bajo el nombre de « Roue d'or des As », y fue ganado por Gilbert Duclos-Lassalle.

## Palmarés
| Año                                                                  | Ganador                 | Segundo                | Tercero             |
| -------------------------------------------------------------------- | ----------------------- | ---------------------- | ------------------- |
| 1921                                                                 | Philippe Thys           | René Vermandel         | Henri Pélissier     |
| 1922                                                                 | René Vermandel          | Jean Alavoine          | Romain Bellenger    |
| 1923                                                                 | Jules Van Hevel         | Romain Bellenger       | Maurice Brocco      |
| 1924                                                                 | Jules Van Hevel         | Heiri Suter            | Henri Pélissier     |
| 1925                                                                 | Achille Souchard        | Hector Martin          | Romain Bellenger    |
| 1926                                                                 | Francis Pélissier       | Gabriel Marcillac      | Charles Lacquehay   |
| 1927                                                                 | Gabriel Marcillac       | Francis Pélissier      | Hector Martin       |
| 1928                                                                 | Charles Lacquehay       | Gérard Debaets         | Lucien Choury       |
| 1929                                                                 | Georges Wambst          | Armand Blanchonnet     | Charles Lacquehay   |
| 1930                                                                 | Camille Foucaux         | Henri Lemoine          | André Mouton        |
| 1931                                                                 | Jean Maréchal           | Henri Lemoine          | Georges Wambst      |
| 1932                                                                 | Ernest Terreau          | Georges Wambst         | Jean Maréchal       |
| 1933                                                                 | Charles Pèlissier       | Romain Gijssels        | Ernest Terreau      |
| 1934                                                                 | André Leducq            | Charles Pèlissier      | Julien Moineau      |
| 1935                                                                 | Ernest Terreau          | Edgard De Caluwé       | Romain Gijssels     |
| 1936                                                                 | Ernest Terreau          | René Debenne           | Maurice Richard     |
| 1937                                                                 | Georges Paillard        | Paul Chocque           | Victor Cosson       |
| 1938                                                                 | Gerrit Schulte          | René Debenne           | Cesare Moretti Jr.  |
| 1939-1942 ediciones no realizadas debido a la Segunda Guerra Mundial |                         |                        |                     |
| 1943                                                                 | Raoul Lesueur           | Joseph Somers          | Maurice Clautier    |
| 1944-1946 ediciones no realizadas                                    |                         |                        |                     |
| 1947                                                                 | Émile Carrara           | Émile Idée             | Lucien Teisseire    |
| 1948                                                                 | Rik Van Steenbergen     | Jean-Apôtre Lazaridès  | Louis Caput         |
| 1949                                                                 | Louison Bobet           | Fausto Coppi           | Wim Van Est         |
| 1950                                                                 | Louison Bobet           | Stan Ockers            | Robert Varnajo      |
| 1951                                                                 | Hugo Koblet             | Rik Van Steenbergen    | Louison Bobet       |
| 1952                                                                 | Rik Van Steenbergen     | Louison Bobet          | André Darrigade     |
| 1953                                                                 | Louison Bobet           | Stan Ockers            | Ferdinand Kübler    |
| 1954                                                                 | Louison Bobet           | Jacques Anquetil       | Hugo Koblet         |
| 1955                                                                 | Rik Van Steenbergen     | Miguel Poblet          | Stan Ockers         |
| 1956                                                                 | Bernard Gauthier        | Rik Van Steenbergen    | Roger Rivière       |
| 1957                                                                 | Rik Van Steenbergen     | André Darrigade        | Louison Bobet       |
| 1958                                                                 | Rik Van Steenbergen     | André Darrigade        | Raphaël Géminiani   |
| 1959                                                                 | Jacques Anquetil        | Noël Foré              | Jean Bobet          |
| 1960                                                                 | Jacques Anquetil        | André Darrigade        | Rik Van Looy        |
| 1961                                                                 | Rik Van Looy            | Rik Van Steenbergen    | André Darrigade     |
| 1962                                                                 | Rudi Altig              | Jean Stablinski        | Tom Simpson         |
| 1963                                                                 | Jacques Anquetil        | Tom Simpson            | Rik Van Looy        |
| 1964                                                                 | Peter Post              | Edward Sels            | Jacques Anquetil    |
| 1965                                                                 | Jacques Anquetil        | Jan Janssen            | Rudi Altig          |
| 1966                                                                 | Gerben Karstens         | Felice Gimondi         | Raymond Poulidor    |
| 1967                                                                 | Eddy Merckx             | Jacques Anquetil       | Felice Gimondi      |
| 1968                                                                 | Felice Gimondi          | Raymond Poulidor       | Ole Ritter          |
| 1969                                                                 | Walter Godefroot        | Raymond Delisle        | Julien Stevens      |
| 1970                                                                 | Eddy Merckx             | Herman Van Springel    | Lucien Aimar        |
| 1971 edición no realizada                                            |                         |                        |                     |
| 1972                                                                 | Raymond Poulidor        | Bernard Thévenet       | Walter Godefroot    |
| 1973                                                                 | Gerben Karstens         | Felice Gimondi         | Eddy Merckx         |
| 1974                                                                 | Eddy Merckx             | Freddy Maertens        | Gerben Karstens     |
| 1975                                                                 | Roger de Vlaeminck      | Herman Van Springel    | Freddy Maertens     |
| 1976                                                                 | Freddy Maertens         | Eddy Merckx            | Gerben Karstens     |
| 1977                                                                 | Francesco Moser         | Herman Van Springel    | Ronald De Witte     |
| 1978                                                                 | Michel Laurent          | Jan Raas               | Herman Van Springel |
| 1979                                                                 | Joop Zoetemelk          | Daniel Willems         | Bernard Hinault     |
| 1980                                                                 | Joop Zoetemelk          | Herman Van Springel    | Patrick Hosotte     |
| 1981                                                                 | Daniel Willems          | Herman Van Springel    | Stephen Roche       |
| 1982                                                                 | Bernard Hinault         | Sean Kelly             | Alain Bondue        |
| 1983                                                                 | Greg LeMond             | Pascal Poisson         | Sean Kelly          |
| 1984                                                                 | Sean Kelly              | Jean-Luc Vandenbroucke | Claude Criquielion  |
| 1985                                                                 | Sean Kelly              | Eric Vanderaerden      | Claude Criquielion  |
| 1986                                                                 | Sean Kelly              | Adrie van der Poel     | Acácio da Silva     |
| 1987                                                                 | Charly Mottet           | Eric Vanderaerden      | Sean Kelly          |
| 1988                                                                 | Claude Criquielion      | Sean Kelly             | Pascal Poisson      |
| 1989                                                                 | Laurent Fignon          | Sean Kelly             | Éric Caritoux       |
| 1990                                                                 | Gilbert Duclos-Lassalle | Charly Mottet          | Laurent Fignon      |

## Palmarés por países
| País           | Victorias |
| -------------- | --------- |
| Francia        | 30        |
| Bélgica        | 18        |
| Países Bajos   | 6         |
| Irlanda        | 3         |
| Italia         | 2         |
| Suiza          | 1         |
| Alemania       | 1         |
| Estados Unidos | 1         |